# André Téchiné
André Téchiné (Valence-d'Agen, 13 maart 1943) is een Frans filmregisseur en scenarioschrijver.

## Leven en werk

### Afkomst, opleiding en eerste stappen
Téchiné groeide op in het landelijke Zuidwesten van Frankrijk. Al vroeg raakte hij gefascineerd door de filmwereld. Hij was actief in filmclubs en schreef filmartikels in de plaatselijke schoolkrant. Op 20-jarige leeftijd trok hij naar Parijs. Na zijn literatuurstudies schreef hij zich in aan het IDHEC (Institut des hautes études cinématographiques) maar slaagde niet. Daarna trad hij toe tot de redactie van de Cahiers du cinéma (1964-68). In 1965 debuteerde hij als regisseur met de korte film Les Oiseaux anglais. Hij kwam daarna terecht in het theatermilieu, in de groep rond toneelauteur en toneel- en filmregisseur Marc'O. Hij werd diens regieassistent voor Les Idoles (1968), een satire van de amusementswereld. 

### Beginjaren: jaren zeventig
Téchiné maakte zijn langspeelfilmdebuut in 1969 met Paulina s'en va. Dit drama, met Bulle Ogier in de hoofdrol als een op drift geraakte jonge vrouw, werd nog in datzelfde jaar vertoond op het Filmfestival van Venetië maar werd pas in het voorjaar van 1975 in de Franse zalen uitgebracht. Amper drie maanden later bracht Téchiné eindelijk zijn tweede langspeelfilm uit: de tragikomedie Souvenirs d'en France (1975). Deze familiesaga draaide helemaal rond het wel en wee van een familiebedrijf dat door de krachtdadige schoondochter (Jeanne Moreau) in goede banen geleid wordt van de jaren dertig tot de jaren zeventig. 
Het misdaaddrama Barocco (1976) kreeg veel bijval bij de kritiek (3 Césars en 6 Césarnominaties) maar sloeg niet echt aan bij het grote publiek en dit ondanks de rijzende sterren Isabelle Adjani en Gérard Depardieu. De dramatische biopic Les Sœurs Brontë (1979) evoqueerde het leven en werk van de Brontëfamilie. Téchiné deed hiertoe een beroep op topactrices zoals Isabelle Adjani, Isabelle Huppert en Marie-France Pisier. Pascal Greggory speelde hier zijn eerste belangrijke rol: de getormenteerde Branwell Brontë, de enige (ook schrijvende) broer van de drie zussen. Het scenario vormde de eerste van zes samenwerkingen tussen Téchiné en (scenario)schrijver en filmregisseur Pascal Bonitzer. Ondanks de prestigieuze namen en een heel ruim budget werd dit ambitieus literair-historisch portret geen onverdeeld succes.

### Jaren tachtig
Hôtel des Amériques (1981) vormde de eerste samenwerking tussen Téchiné en Catherine Deneuve. In dit melancholisch melodrama beleefde ze een gedoemde liefdesrelatie met Patrick Dewaere. Ze werd Téchinés belangrijkste fetisjactrice die (tot nog toe) acht keer met hem draaide. Vier jaar later won Téchiné de Prijs voor beste regie op het Filmfestival van Cannes voor zijn drama Rendez-vous (1985) waarin de jonge actrice Juliette Binoche, in haar eerste hoofdrol, in Parijs komt inwonen bij twee jongemannen. 
In het psychologisch familiedrama Le Lieu du crime (1986) draaide de plot rond misdaad en een tragische liefdesgeschiedenis tussen Deneuve en een veel jongere man. Les Innocents (1987) was een complex relatiedrama dat vijf keer genomineerd werd voor de Césars. Alleen Jean-Claude Brialy werd bedacht met de César voor beste acteur in een bijrol voor zijn vertolking van de oudere getrouwde homoseksueel.

### Jaren negentig
De films van Téchiné deden het niet slecht aan de kassa maar groeiden nooit uit tot publiekstrekkers. Het was wachten tot het begin van de jaren negentig voor Téchiné beter aan de kassa scoorde dankzij de tandem Deneuve-Auteuil. In de met zeven Césarnominaties bedachte tragikomedie Ma saison préférée (1993) vertolkten Deneuve en Auteuil een zus en een broer die fusioneel verbonden zijn met elkaar. In het spannend misdaaddrama Les Voleurs (1996) hebben ze allebei een relatie met dezelfde jonge vrouw.   
Tussen deze twee films door draaide Téchiné in 1994 het aan het einde van de Algerijnse Oorlog gesitueerde Les Roseaux sauvages dat op veel kritische bijval kon rekenen. Dit autobiografisch getinte drama riep gevoelvol de jeugd van de cineast op. De film sleepte vier Césars en de Prix Louis-Delluc in de wacht. 
In 1998 deed Téchiné voor de tweede keer een beroep op Juliette Binoche voor het drama Alice et Martin (1998) waarin ze, dertien jaar na Rendez-vous, opnieuw verzeild geraakte tussen twee mannen, twee broers deze keer. 

### Jaren tweeduizend
Téchiné behaalde een (voorlopig) laatste bescheiden succes met Les Égarés (2003) dat zich afspeelde tijdens de Duitse Bezetting van Frankrijk. In dit oorlogsdrama wordt de jonge weduwe en moeder van twee kinderen Emmanuelle Béart, die uit Parijs op de vlucht is naar het zuiden, bijgestaan door een handige mysterieuze jongen. De film is een adaptatie van een roman van Gilles Perrault. Deze eerste literatuurverfilming van Téchiné kreeg vier Césarnominaties. 

### Jaren tweeduizend tien
Téchiné's volgende films deden het minder goed aan de kassa. Voor Les temps qui changent (2004) bracht Téchiné nochtans Gérard Depardieu en Catherine Deneuve na lange tijd weer samen. Zoals in hun vijf vorige gemeenschappelijke films (allen uit de jaren tachtig) valt Depardieu voor Deneuve's charmes. In dit romantisch drama komt hij na vele jaren zijn eerste geliefde eindelijk op het spoor en hij hoopt dat ook haar gevoelens voor hem nog niet uitgedoofd zijn. Het drama Les témoins (2007) kaartte onder meer de aidsproblematiek aan in een verhaal van zowel innige vriendschap als van passionele verhouding.  
Het relatiedrama Impardonnables (2011) was eveneens een literaire verfilming, dit keer van de gelijknamige roman van Philippe Djian. Het koppel André Dussollier-Carole Bouquet gaf kleur aan dit drama over liefde, wantrouwen, jaloersheid en overspel. Téchiné vond de inspiratie voor L'Homme qu'on aimait trop (2014) in een geruchtmakende zaak uit de jaren zeventig. Dit drama over een mysterieuze verdwijning betekende de zevende samenwerking tussen Téchiné en Deneuve. In het drama L'Adieu à la nuit (2019) ontdekt een grootmoeder (Deneuve in haar achtste rol voor Téchiné) dat haar kleinzoon niet naar Canada gaat om er te werken maar in werkelijkheid naar Syrië om zich aan te sluiten bij een groep terroristen. 

### Thematiek en acteurs
In zijn elegante en emotioneel geladen filmdrama's pleegt Téchiné onderzoek naar de complexiteit van menselijke relaties. Als erfgenaam van de auteursfilm brengt hij de zeden en de evolutie van de hedendaagse maatschappij ter sprake: familierelaties, onverenigbare seksuele ontwikkelingen, aantrekkingskracht van de criminaliteit (Les Voleurs, L'Homme qu'on aimait trop), jongeren die naar de grootstad trekken en daar proberen zin aan hun leven te geven (Rendez-vous, J'embrasse pas, Alice et Martin, Les témoins), prostitutie (J'embrasse pas) en verslaving en aids (Les témoins).
Téchiné bracht meerdere keren het thema van de homoseksualiteit in beeld (Rendez-vous, Les Innocents, J'embrasse pas, Les Roseaux sauvages, Les témoins, Quand on a 17 ans) evenals dat van de biseksualiteit (Les Voleurs en Les temps qui changent).
Hij toont de ontbinding van de familiekern door echtscheiding (Le Lieu du crime, Ma saison préférée) en overspel (Impardonnables). 
Téchiné kan altijd rekenen op bekende namen als Catherine Deneuve, Gérard Depardieu (2 films), Jean-Claude Brialy (2), Marie-France Pisier (2), Isabelle Adjani (2), Isabelle Huppert (2) en Jeanne Moreau. Later deed hij een beroep op Juliette Binoche (2), Emmanuelle Béart (3), Daniel Auteuil (2) en Michel Blanc (2) en op jonger talent zoals Élodie Bouchez, Gaspard Ulliel, Émilie Dequenne en Adèle Haenel. 

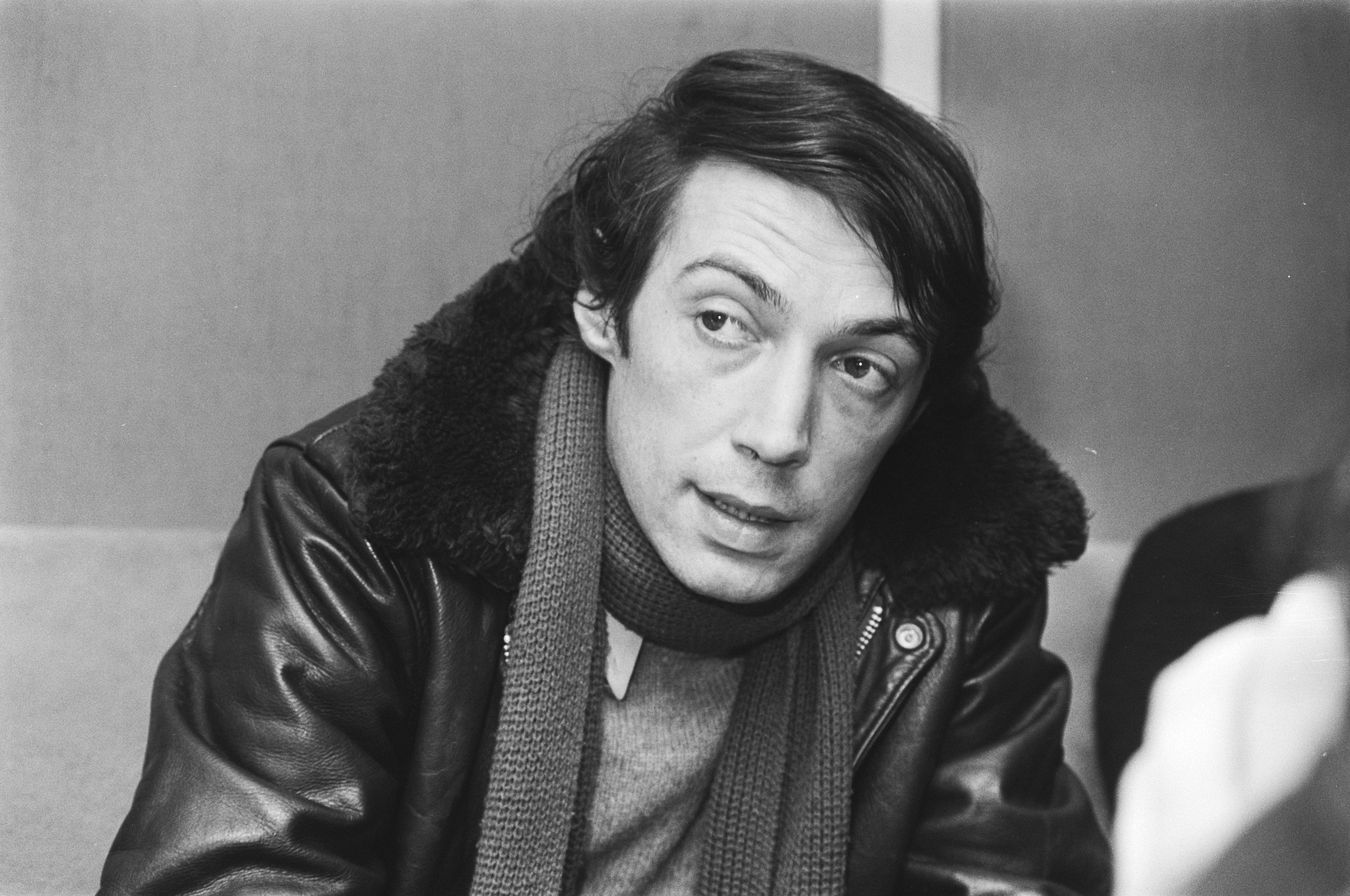
André Téchiné en 1976.

## Filmografie

### Regieassistent
- 1968 - Les Idoles (Marc'O)
- 1969 - L'Amour fou (Jacques Rivette)

### Regisseur
- 1965 - Les Oiseaux anglais (korte film)
- 1969 - Paulina s'en va
- 1971 - Le Banquet (korte film)
- 1972 - Michel, l'enfant roi (episode van de televisieserie)
- 1975 - Souvenirs d'en France
- 1976 - Barocco
- 1979 - Les Sœurs Brontë
- 1981 - Hôtel des Amériques
- 1983 - La Matiouette, ou l'arrière-pays (middellange film)
- 1985 - L'Atelier (documentaire)
- 1985 - Rendez-vous
- 1986 - Le Lieu du crime
- 1987 - Les Innocents
- 1991 - J'embrasse pas
- 1993 - Ma saison préférée
- 1994 - Le Chêne et le roseau (televisiefilm voor la collection Tous les garçons et les filles de leur âge)
- 1994 - Les Roseaux sauvages (bioscoopversie van Le Chêne et le roseau)
- 1996 - Les Voleurs
- 1998 - Alice et Martin
- 2001 - Loin
- 2003 - Les Égarés
- 2004 - Les Temps qui changent
- 2007 - Les témoins
- 2009 - La Fille du RER
- 2011 - Impardonnables
- 2014 - L'Homme qu'on aimait trop
- 2016 - Quand on a 17 ans
- 2017 - Nos années folles
- 2019 - L'Adieu à la nuit
- 2023 - Les Âmes sœurs
- 2024 - Les Gens d'à côté

### Scenarioschrijver
André Téchiné heeft (aan) het scenario van al zijn films (mee)geschreven behalve (aan) Michel, l'enfant roi
- 1975 - Aloïse (Liliane de Kermadec)
- 1983 - Hughie (Frédéric Compain)
- 1991 - Mauvaise fille (Régis Franc)
- 1996 - Transatlantique (Christine Laurent)
- 2001 - Café de la plage (Benoît Graffin)

### Acteur
- 1966 - Brigitte et Brigitte (Luc Moullet)
- 1969 - L'Accompagnement (Jean-André Fieschi)
- 1973 - La Maman et la Putain (Jean Eustache)
- 1985 - Cinématon (Gérard Courant)
- 1988 - Les Ministères de l'art (Philippe Garrel)

### Verschijningen in documentaires
- 1993 - André Téchiné, après la Nouvelle Vague (in de collectie Cinéastes de notre temps)
- 2010 - Catherine Deneuve, belle et bien là
- 2010 - De la cage aux roseaux (een bevraging over de hedendaagse Franse film)

## Toneelregisseur
- 1969 - Un chantage au théâtre (Dacia Maraini)

## Prijzen en nominaties

### Prijzen
- 1985 - Rendez-vous : Prijs voor beste regie op het Filmfestival van Cannes
- 1994 - Les Roseaux sauvages : Prix Louis-Delluc
- 1995 - Les Roseaux sauvages : César voor beste regisseur en César voor beste film en César voor beste origineel of bewerkt script
- 2003 - Prix René-Clair voor zijn hele werk

### Nominaties
- 1977 - Barocco : César voor beste regisseur en César voor beste film
- 1986 - Rendez-vous : César voor beste origineel of bewerkt script
- 1988 - Les Innocents : César voor beste regisseur en César voor beste film
- 1992 - J'embrasse pas : César voor beste regisseur
- 1994 - Ma saison préférée : César voor beste regisseur en César voor beste film en César voor beste origineel of bewerkt script
- 1997 - Les Voleurs : César voor beste regisseur en César voor beste film
- 2004 - Les Temps qui changent : Prix Louis-Delluc
- 2007 - Les témoins : Prix Louis-Delluc
- 2008 - Les témoins : César voor beste regisseur